# کاریچس
کاریچس (به اسپانیایی: Carriches) یک شهرستان در اسپانیا است که در استان تولدو واقع شده‌است.

## خصوصیات
کاریچس ۱۹ کیلومترمربع مساحت و ۲۹۶ نفر جمعیت دارد و ۵۵۳ متر بالاتر از سطح دریا واقع شده‌است.